# Santa Maria ai Monti (församling)
Santa Maria ai Monti är en församling i Roms stift.
Till församlingen Santa Maria ai Monti hör följande kyrkobyggnader och kapell:
- Santa Maria ai Monti
- San Bernardino in Panisperna
- San Francesco di Paola ai Monti
- Sant'Agata dei Goti
- Santi Domenico e Sisto
- Santi Quirico e Giulitta
- San Giovanni Battista dei Cavalieri di Rodi
- San Lorenzo in Fonte
- San Salvatore ai Monti
- Santa Maria del Buon Consiglio
- Santa Maria della Neve al Colosseo
- Cappella Sant’Antonio Abate
- Cappella Figlie della Carità
- Cappella Oblate Apostoliche Pro Sanctitate
- Cappella Piccole Sorelle dei Poveri